# Air Vanuatu
Air Vanuatu è la compagnia aerea di bandiera di Vanuatu. Opera servizi di linea in Australia, Nuova Zelanda ed altre zone dell'Oceania; il suo hub è l'aeroporto Internazionale Bauerfield a Port Vila, capitale dell'arcipelago.

## Storia
Air Vanuatu è stata fondata nei primi mesi del 1981, in seguito al riconoscimento dell'indipendenza di Vanuatu ottenuta dal Regno Unito e dalla Francia negli anni precedenti. Ansett Australia, con la quale fu stipulato un accordo quinquennale, fornì aerei e staff operativo; inoltre, la compagnia aerea australiana acquisì il 40% delle azioni, mentre il governo di Vanuatu deteneva il restante 60%. Il primo volo di Air Vanuatu, operato dalla Ansett con un McDonnell Douglas DC-9-31, partì da Sydney diretto a Port Vila il 5 settembre 1981. Nel maggio 1982, un Boeing 737-200 della Polynesian Airlines rimpiazzò il DC-9, poi fu a sua volta rimpiazzato nell'ottobre 1985 da un altro 737-200 della Ansett. Nel marzo 1986 scadde il contratto con la Ansett e non fu rinnovato, causando la messa a terra di Air Vanuatu.
Nel 1987, la compagnia fu rifondata completamente sotto controllo del governo delle Vanuatu, dopo un nuovo accordo stipulato con la Trans Australia Airlines; il 19 settembre ricominciò il volo Sydney - Port Vila, operato settimanalmente con un Boeing 727-200 charterizzato dalla stessa compagnia australiana. In seguito, nel 1989, Air Vanuatu comprò l'aeromobile e lo ridiede alla Trans Australia Airlines, affinché lo utilizzasse nei giorni in cui non era usato dalla compagnia isolana. Nel novembre 1992, il 727 fu rimpiazzato da un Boeing 737-400 concesso in leasing dalla Trans Australia. L'anno seguente fu concesso in leasing dalla compagnia australiana anche un Embraer EMB 110 Bandeirante, entrato in servizio nell'aprile per operare voli fra Port Vila e Nouméa; il leasing continuò anche dopo l'acquisizione della Trans Australia da parte della Qantas, avvenuta nell'ottobre 1993: Qantas è tuttora, al 2021, coinvolta nelle operazioni di Air Vanuatu, tanto che questa utilizza il programma di fidelizzazione "Qantas Frequent Flyer"; ci sono inoltre accordi di code-sharing fra le due compagnie e Qantas provvede al mantenimento e all'addestramento dei piloti.
Air Vanuatu concluse il leasing del 737-400 con la Qantas dopo la consegna del 737-300 di loro proprietà nell'aprile del 1997; nello stesso mese entrò in servizio un Saab 2000, tramite leasing, che rimpiazzò l'Embraer. Quando nel marzo 1999 l'accordo terminò, nel giugno dello stesso anno Air Vanuatu iniziò ad usare un Bombardier Q-Series di proprietà di Vanair, una compagnia dell'isola appartenente al governo, operante settimanalmente sulla rotta di Noumea. Nell'aprile del 2001, Air Vanuatu e Vanair si fusero, anche se l'accordo fu annullato dopo soli cinque mesi. Nel novembre del 2003 entrò in servizio un ATR 42 operante su rotte domestiche, in concorrenza con la Vanair. Infine, le due compagnie di Vanuatu si fusero di nuovo nel settembre 2004.
Nel gennaio 2008, Air Vanuatu rimpiazzò il suo Boeing 737-300 con un nuovo 737-800; inoltre, tre Harbin Y-12 furono aggiunti alla flotta nei primi mesi del 2009, mentre nel mese di ottobre l'ATR 42 fu rimpiazzato dalla consegna di un nuovo ATR 72-500. Quattro giorni dopo, il consiglio di Air Vanuatu fu licenziato e presero il suo posto i direttori generali di vari ministeri del governo d Vanuatu. L'8 novembre 2009, l'ATR 72 effettuò il suo primo volo per la compagnia. Un secondo ATR 72-500 è stato consegnato alla compagnia aerea nel novembre 2014. Nel 2016, gli Harbin Y-12 sono stati gradualmente dismessi e sostituiti dai de Havilland Canada DHC-6 Twin Otter.
Nel luglio 2020, Air Vanuatu ha annunciato un'importante serie di modifiche per la compagnia aerea a causa della pandemia di COVID-19, con il rimpasto degli ordini e il restringimento e la localizzazione del team di gestione. Durante questo, il CEO Derek Nice si è dimesso, venendo temporaneamente sostituito da Joseph Laloyer. Anche a causa di questo è stata ritardata la consegna degli Airbus A220 in ordine.
Nel maggio 2024 la compagnia aerea è stata messa in liquidazione. A causa del crollo di Air Vanuatu, 1.458 lavoratori stagionali vanuatuani sono rimasti bloccati in Nuova Zelanda. Immigration New Zealand ha confermato di stare lavorando con i datori di lavoro per sostenere i lavoratori. La compagnia aerea doveva ai creditori 74 milioni di dollari. Al momento della messa in amministrazione controllata, aveva sei aeromobili e 441 dipendenti tra Vanuatu, Australia e Nuova Zelanda. Il suo aeromobile più grande, un Boeing 737 in leasing, è stato pignorato a Melbourne. Era stato anche riferito che solo due degli aeromobili della compagnia aerea erano rimasti operativi, a causa della manutenzione attesa per la flotta rimanente, mentre le informazioni finanziarie disponibili della compagnia erano considerate "notevolmente obsolete".
Il 22 maggio 2024, Solomon Airlines ha iniziato voli diretti settimanali tra Auckland e Port Villa per colmare il vuoto lasciato da Air Vanuatu.
Nell'agosto 2024, i servizi nazionali limitati sono ripresi dopo un'iniezione di fondi da parte del governo di Vanuatu.

## Flotta

### Flotta attuale
A settembre 2024 la flotta di Air Vanuatu è così composta:

### Flotta storica
Air Vanuatu operava in precedenza con i seguenti aeromobili: